# Ferula kuhistanica
Ferula kuhistanica är en flockblommig växtart som beskrevs av Jevgenij Korovin. Ferula kuhistanica ingår i släktet stinkflokesläktet, och familjen flockblommiga växter. Inga underarter finns listade i Catalogue of Life.